# Neoglyphidodon oxyodon
Neoglyphidodon oxyodon là một loài cá biển thuộc chi Neoglyphidodon trong họ Cá thia. Loài này được mô tả lần đầu tiên vào năm 1858.

## Từ nguyên
Từ định danh được ghép bởi 2 âm tiết trong tiếng Hy Lạp cổ đại: oxy (oxús, "sắc nhọn") và odon (odṓn, "răng"), hàm ý đề cập đến răng ở hàm dưới của loài cá này nhọn hơn so với các loài cùng chi.

## Phạm vi phân bố và môi trường sống
N.oxyodon được ghi nhận từ Philippines trải dài đến Indonesia và rạn san hô Ashmore trên biển Timor. Loài này sinh sống tập trung gần những rạn san hô trong các đầm phá nông và vùng biển ngoài khơi ở độ sâu đến ít nhất là 4 m.

## Mô tả
N. oxyodon có chiều dài cơ thể tối đa được ghi nhận là 15 cm. Cá trưởng thành chỉ có một màu nâu sẫm bao phủ khắp cơ thể, thường có một vệt sáng màu ở giữa lưng (vệt này là một đốm màu vàng ở cá con). Cá con có màu đen với một cặp sọc màu xanh lam sáng ở trên và dưới mắt, kéo dài ngược lên trán; các vây màu xanh lam (trừ vây ngực); đầu và thân có nhiều vệt đốm màu xanh óng.
Số gai ở vây lưng: 13; Số tia vây ở vây lưng: 13–14; Số gai ở vây hậu môn: 2; Số tia vây ở vây hậu môn: 13–14; Số gai ở vây bụng: 1; Số tia vây ở vây bụng: 5.

## Sinh thái học
Thức ăn của N. oxyodon có thể là tảo và các loài động vật giáp xác. Chúng thường tập trung thành các nhóm rời rạc. Cá đực có tập tính bảo vệ và chăm sóc trứng.